# سیبیرکا (سرزمین آلتای)
سیبیرکا (به لاتین: Sibirka) یک منطقهٔ مسکونی در روسیه است که در سرزمین آلتای واقع شده‌است.